# ホテル日航茨木 大阪
ホテル日航茨木 大阪（ホテルにっこういばらき おおさか）は、かつて大阪府茨木市にあったホテルである。

## 概要
1992年（平成4年）7月10日にダイゲンホテル開発株式会社が「いばらき京都ホテル」（京都ホテルチェーン）として開業したが、親会社のダイレックス株式会社の倒産等が影響し経営に行き詰まり売却された。
その後、管財人の一人が「いばらきホテル開発株式会社」を設立し、同ホテルを購入したが京都ホテルチェーンからは外され、名前のみ使用する形となる。
いばらきホテル開発株式会社は独特な経営方針で運営を行ったが、以前のダイゲンホテル開発の売上にすら届かず、2004年（平成16年）3月にアセット・マネジャーズ株式会社（現：いちごグループホールディングス）が土地・建物を取得。同社関連会社のアセット・オペレーターズ株式会社（現：MBKオペレーターズ → 親会社のマーチャント・バンカーズに吸収合併）が経営、JALホテルズにホテルの運営と管理を委託する形で、エントランス、ロビー、客室、飲食施設等の一部を改装した後、2004年（平成16年）6月18日に「ホテル日航茨木 大阪」としてリニューアルオープンした。
2010年（平成22年）9月17日、MBK オペレーターズの親会社であるマーチャント・バンカーズ株式会社より2011年（平成23年）3月13日をもって閉館予定と発表され、同日、正式に営業を終了し閉館した。
2011年（平成23年）3月28日に土地と建物はMID都市開発株式会社に譲渡され、その後同社ブランドマンションが新築された。

## 沿革
- 1992年（平成4年）7月10日 - 「いばらき京都ホテル」開業
- 2004年（平成16年）3月 - アセット・マネジャーズが土地・建物を取得
- 2004年（平成16年）6月18日 - 「ホテル日航茨木 大阪」に改称しリニューアルオープン
- 2010年（平成22年）9月17日 - 閉館を発表
- 2011年（平成23年）3月13日 - 営業を終了

## アクセス
- JR京都線茨木駅より徒歩5分
- 大阪モノレール宇野辺駅より徒歩12分

## 施設概要
（営業終了時点）
- レストラン　「セリーナ」（バイキング）
- 中国料理　「桃李」
- 日本料理　「弁慶」
- 寿司　「さくら」
- 鉄板焼　「銀杏」
- ロビーラウンジ　「ファウンテン」
- プライベートダイニング　「花蝶風月」
- 大宴会場「祥雲」、中宴会場「弥生・飛鳥」、小宴会場「桐」、「楓」、「桂」、アプローズホール
- チャペル「ブルーチャペル」
- フィットネスクラブ「J」
- エステサロン

## 周辺施設
- 万博記念公園
- イオン茨木ショッピングセンター